# Anostomus gronovii
Anostomus gronovii és una espècie de peix de la família dels anostòmids i de l'ordre dels caraciformes.